# Patriarchální vikariát pro migranty a utečence v Izraeli
Patriarchální vikariát pro migranty a utečence v Izraeli je část Latinského jeruzalémského patriarchátu, která se stará o utečence a žadatele o azyl v Izraeli. Již v roce 2011 vzniko patriarchální Koordinační centrum pro pastoraci mezi migranty, z nějž byl 5. června 2018 zřízen samostatný patriarchální vikariát, a byl propojen s nově vytvořenou personální farností sv. Rodiny pro migranty. Na pastoraci migrantů je také zaměřeno nové Centrum Panny Marie Ženy Hodnot v Tel Avivu, založené v roce 2014.

## Seznam vikářů
- Rafic Nahra (2018–2021)
- Nikodemus Schnabel (2021–2023)
- Matthew Marcel Coutinho, SDB (od 2023)